# Твінсбург-Гайтс (Огайо)
Твінсбург-Гайтс (англ. Twinsburg Heights) — переписна місцевість (CDP) в США, в окрузі Самміт штату Огайо. Населення — 999 осіб (2020).

## Географія
Твінсбург-Гайтс розташований за координатами 41°18′23″ пн. ш. 81°27′28″ зх. д. / 41.30639° пн. ш. 81.45778° зх. д. (41.306374, -81.457911).  За даними Бюро перепису населення США в 2010 році переписна місцевість мала площу 0,75 км², уся площа — суходіл.

## Демографія
Згідно з переписом 2010 року, у переписній місцевості мешкало 925 осіб у 316 домогосподарствах у складі 243 родин. Густота населення становила 1240 осіб/км².  Було 354 помешкання (474/км²).
Расовий склад населення:
| - 82,1 % — чорних або афроамериканців - 10,4 % — білих - 0,3 % — азіатів - 0,2 % — корінних американців |

До двох чи більше рас належало 6,3 %. Частка іспаномовних становила 1,6 % від усіх жителів.
За віковим діапазоном населення розподілялося таким чином: 40,3 % — особи молодші 18 років, 54,7 % — особи у віці 18—64 років, 5,0 % — особи у віці 65 років та старші. Медіана віку мешканця становила 23,6 року. На 100 осіб жіночої статі у переписній місцевості припадало 76,5 чоловіків;  на 100 жінок у віці від 18 років та старших — 59,5 чоловіків також старших 18 років.
Медіана доходів становила 35 439 доларів для чоловіків та 46 696 доларів для жінок. За межею бідності перебувало 48,4 % осіб, у тому числі 55,3 % дітей у віці до 18 років та 0,0 % осіб у віці 65 років та старших.
Цивільне працевлаштоване населення становило 283 особи. Основні галузі зайнятості: виробництво — 20,8 %, освіта, охорона здоров'я та соціальна допомога — 20,1 %, мистецтво, розваги та відпочинок — 16,3 %.